# María Fernanda Palacios
María Fernanda Palacios (Caracas, o 26 de outubro de 1945) é uma escritora venezuelana e professora de literatura na Universidade Central de Venezuela.

## Publicações
- Por alto/ por bajo (1974)
- Aproximación a la palabra escrita en Venezuela (1986)
- Sabor y saber de la lengua (1987)
- Mercedes Pardo: pintura y vida (1991)
- Ifigenia: Mitología de la doncella criolla (2001)
- El movimiento del grabado en Venezuela: una memoria (2003)
- Notas sobre la intolerancia (2005)[2]
- Y todo será cuento un día (2011)
- Edição das Obras Completas de Teresa de la Parra
- La oscura raíz del grito: García Lorca y el mundo gitano andaluz